# Laneuville-sur-Meuse

Laneuville-sur-Meuse este o comună în departamentul Meuse din nord-estul Franței. În 2010 avea o populație de 432 de locuitori.

## Evoluția populației
| An        | 1975 | 1982 | 1990 | 1999 | 2006 | 2010 |
| --------- | ---- | ---- | ---- | ---- | ---- | ---- |
| Populație | 593  | 529  | 439  | 425  | 391  | 432  |